# Andrea Michaelsson
Andrea Michaelsson   (Barcelona, 1977) més coneguda com a Btoy, és una artista urbana de Barcelona.
Formada a Barcelona, a l'Institut d'Estudis Fotogràfics de Catalunya (IEFC), des de l'any 2002, fruit d'experimentar amb tècniques plàstiques de caràcter lliure i improvisat (aerosol, pintura plàstica, etc.), amb el suport de les parets del carrer, s'inicia en la seva faceta d'artista urbana. Des d'aleshores, ha pintat murals pels carrers de Barcelona i ha exposat la seva obra en diferents ciutats del món, com París, Londres, Bèrgam o Jakarta. A Londres, a més d'exposar a "Pictures On Walls", ha participat en "The Cans Festival", on va col·laborar amb l'artista Banksy, al museu de Bundeskunsthalle, de Bonn, i a la "Tour 13" de París. Ha estat representada a les galeries N2 Galería, SC Gallery.
En la realització de la seva obra, utilitza el que es podria anomenar un "mur trouvé" amb les seves superfícies irregulars, sumant restes de pol·lució i anuncis, on portes i finestres tapiades es converteixen en els marcs idonis per a l'expressió de la seva obra. Els seus personatges es detenen clavant en l'espectador la seva mirada. Són retrats amb una forta càrrega nostàlgica, sacsejats amb pinzellades plenes de força i color.